# Лицејка (часопис)
Лицејка је био часопис, који је излазио у периоду од 1862. до 1864. године у Београду. Издавала га је Омладина Лицејска, односно ученици Београдског Лицеја. За штампу овог часописа била је задужена Штампарија Николе Стефановића.
Београдски Лицеј је био прва виша школа у Србији, која је основана 1838. године у Крагујевцу и која је један од показатеља добијања више аутономије за српски народ, након Првог и Другог српског устанка. Лицеј ће 1863. године прерасти у чувену Велику школу.